# Хинин
Хининът (C20H24N2O2) е естествено бял кристален алкалоид с горчив вкус и с антипиретично, аналгетично и противовъзпалително действие, използван при лечение на малария. Стереоизомер е на хинидина.

## Получаване
Изолиран е за пръв път, и е получаван дълго време от кората на хининовото дърво. През 1944 г. е получен синтетично.

## Употреба
Основната употреба на хинина е като лекарство. При вътрешно приемане има антипиретично, аналгетично и антивъзпалително действие. Известен е с горчивия си вкус. Обикновено се използва под формата на хининов сулфат.
Ключов негов ефект е потискането на растежа и възпроизводството на маларийния плазмодий – причинител на болестта малария. До 40-те години на XX век хининът е предпочитано средство за лечението ѝ. Оттогава е изместен от други средства (предимно артемезинини), но продължава да се прилага при критично тежки случаи.
Използва се също при лечението на лупус, нощни крампи и артрит.
В много малки количества влиза в състава на безалкохолни напитки – т.нар. тоник.